# Landenberg

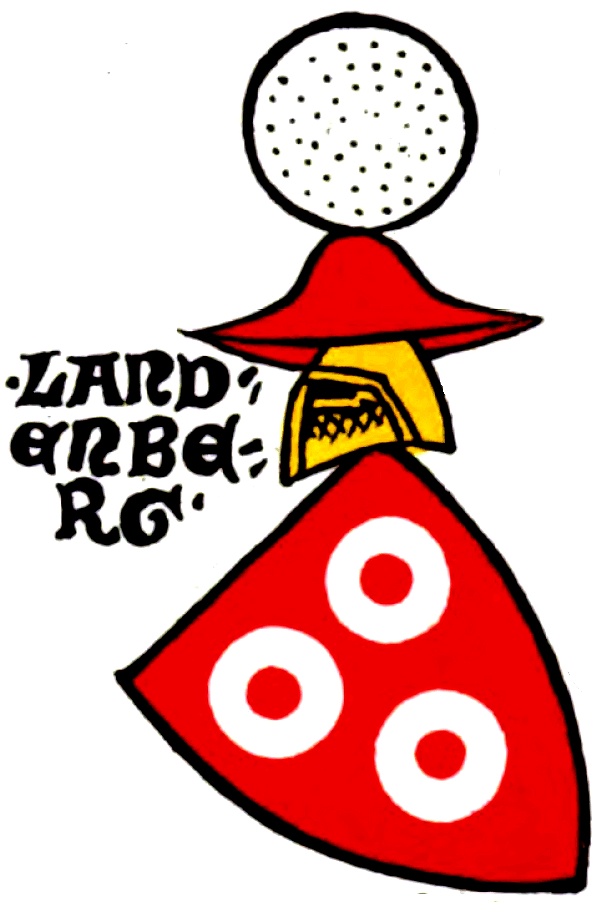
Wappen der Landenberg in der Zürcher Wappenrolle (ca. 1340)

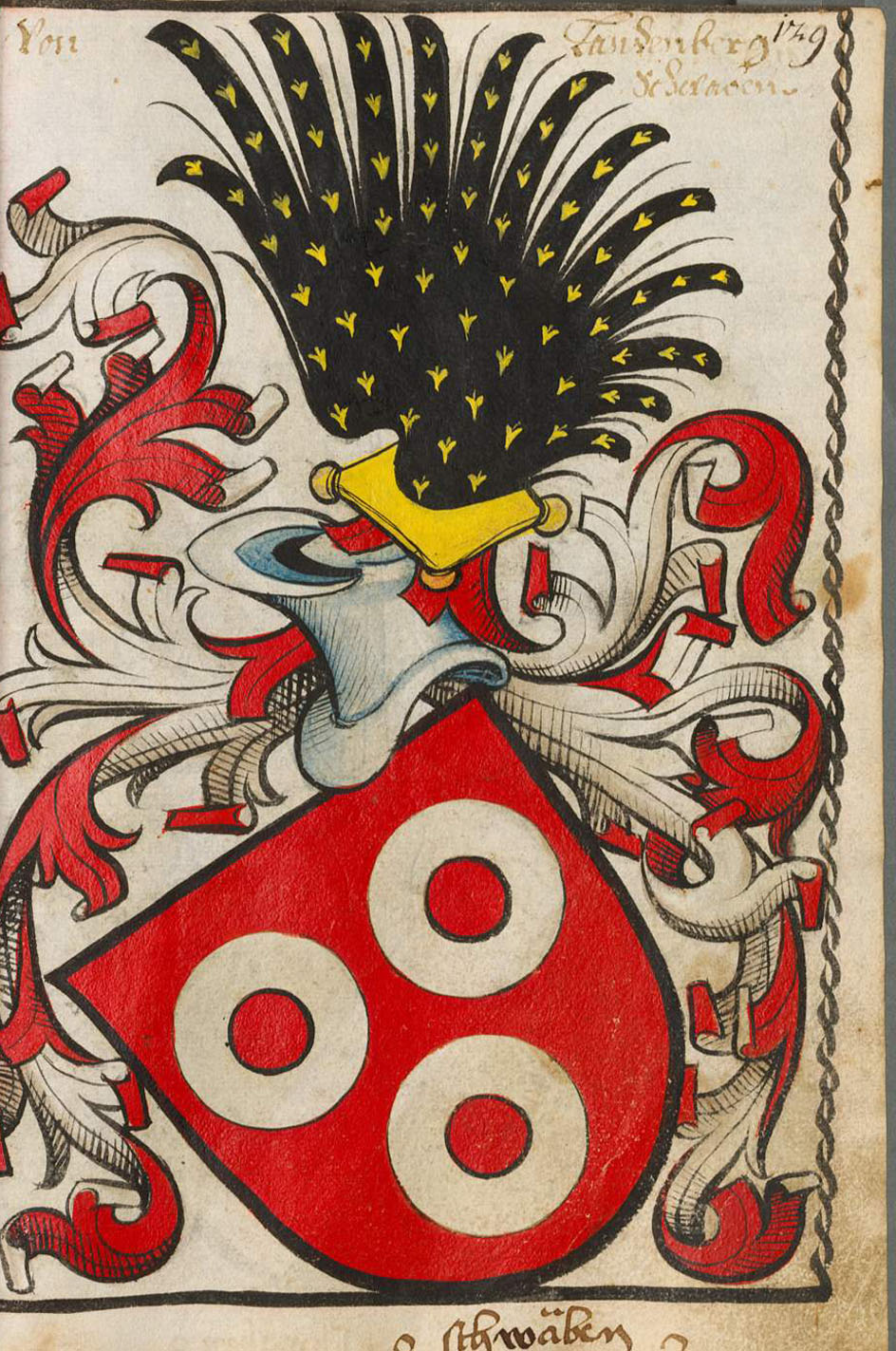
Wappen der Landenberg im Scheibler’schen Wappenbuch

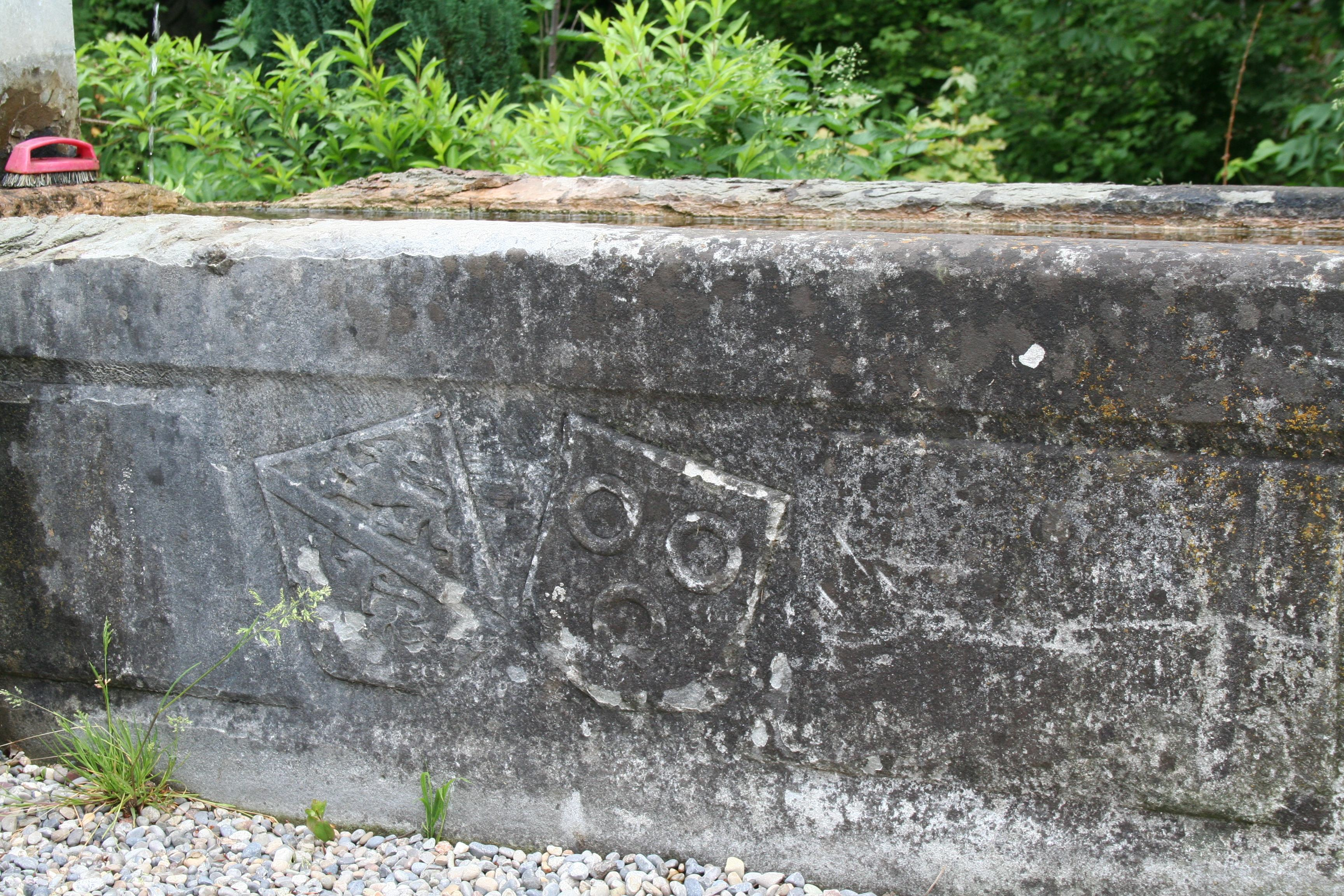
Wappen der Landenberg auf einem Brunnen bei der Ruine Breitenlandenberg

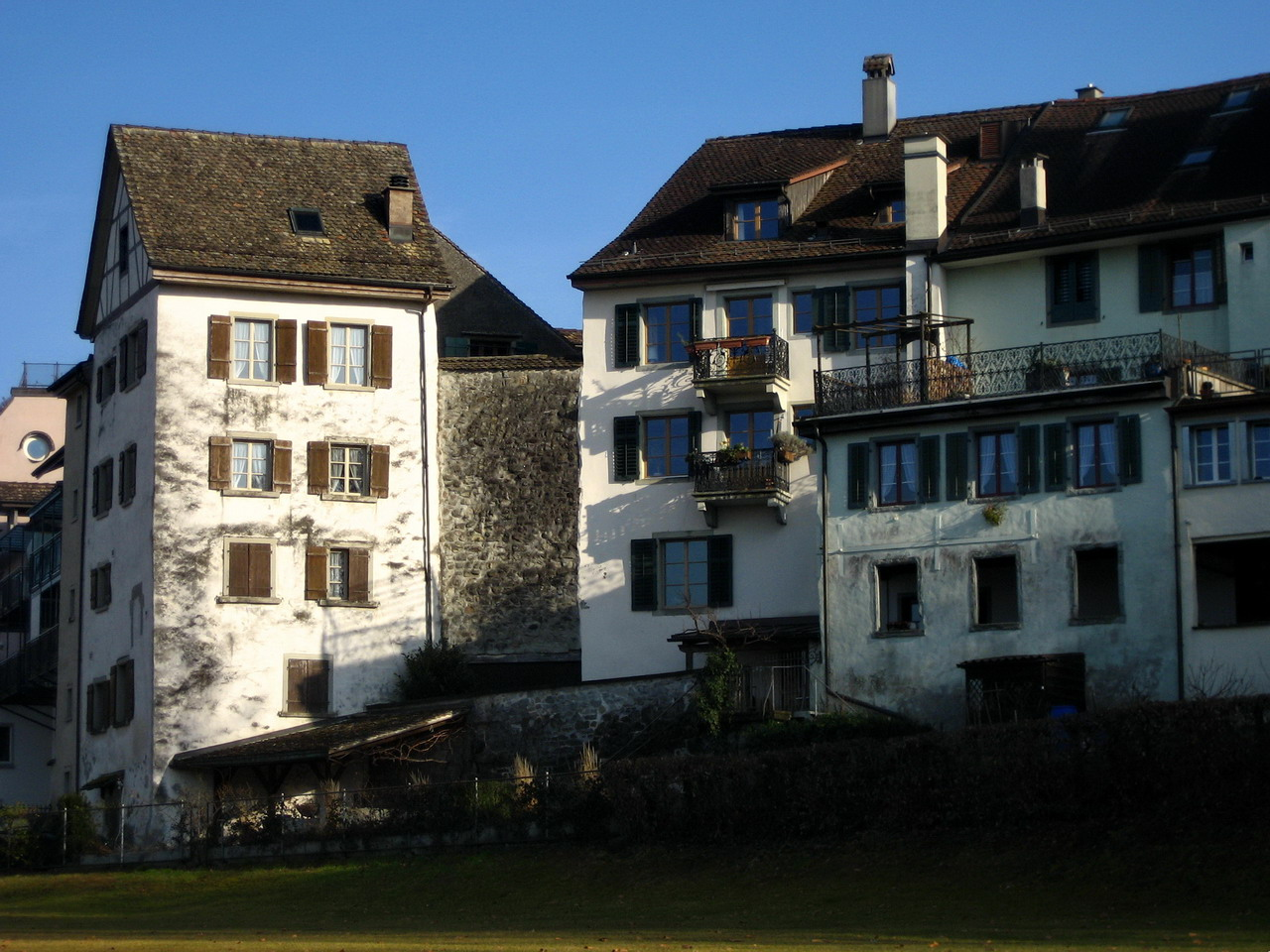
Burganlage der Landenberger in Rapperswil (Breny-Turm), Ansicht von Westen

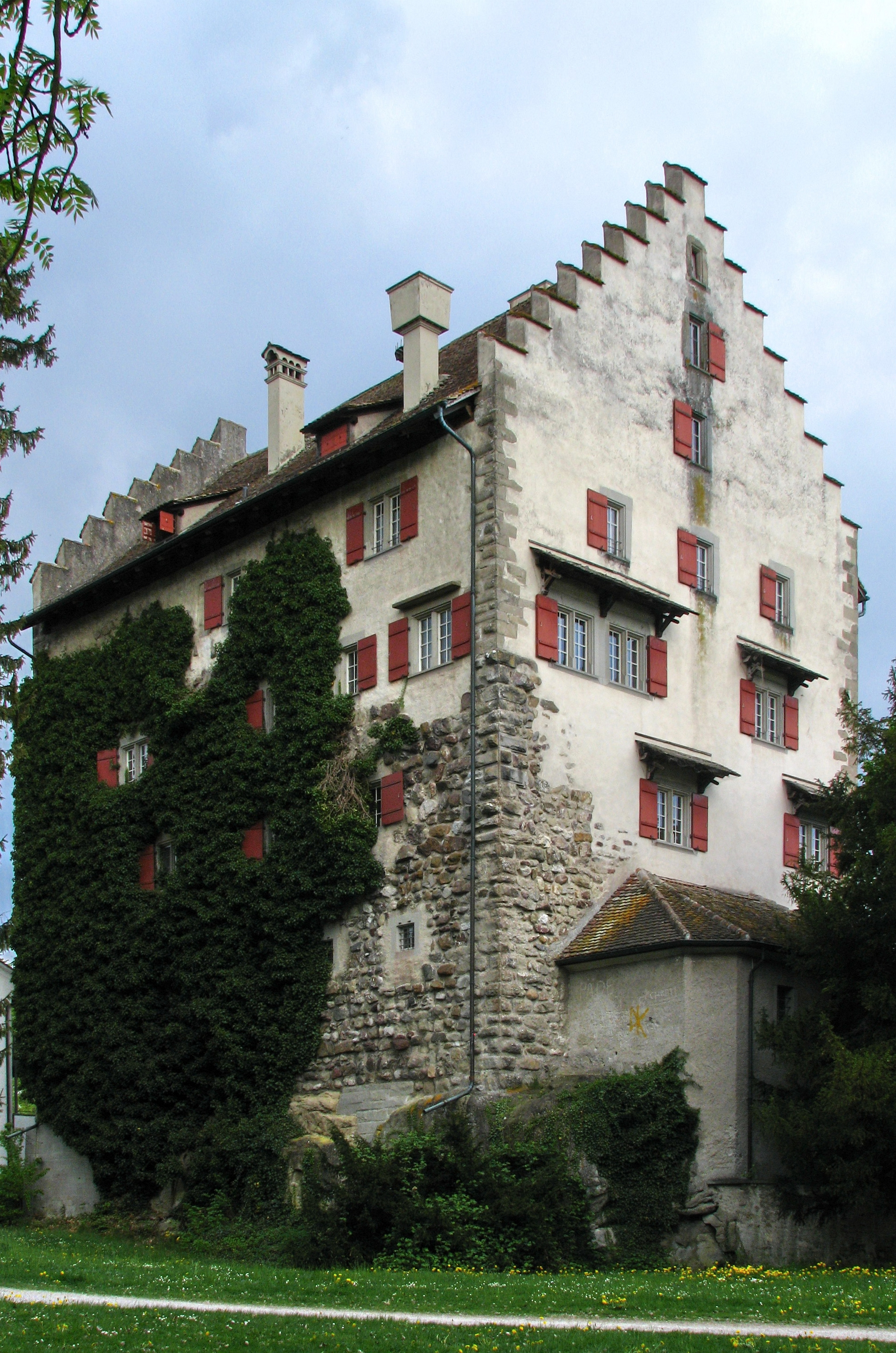
Schloss Greifensee, Ansicht von Südwesten

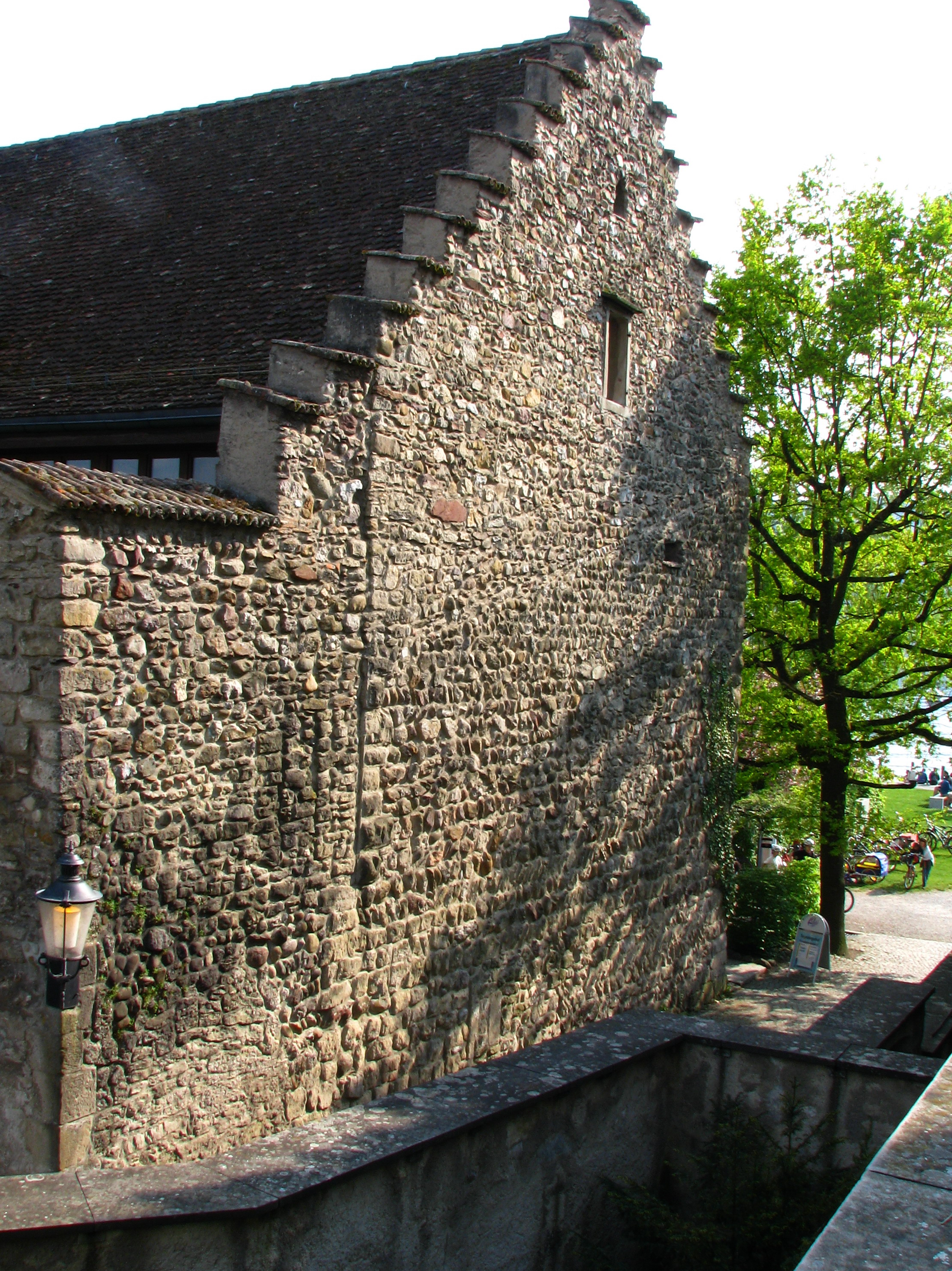
Das Landenberghaus in Greifensee

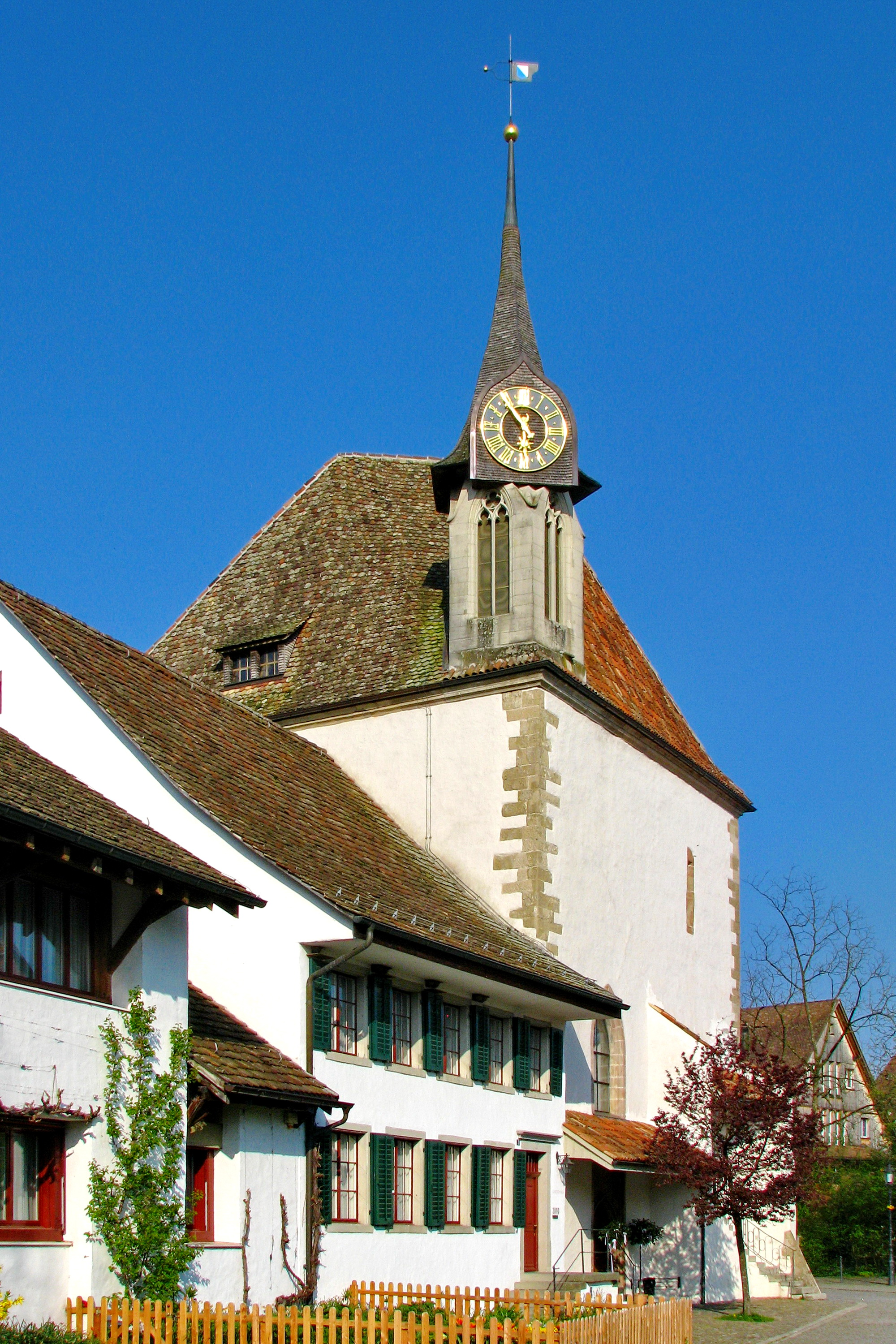
Die von Hermann IV. um 1330 gestiftete Gallus-Kapelle in Greifensee

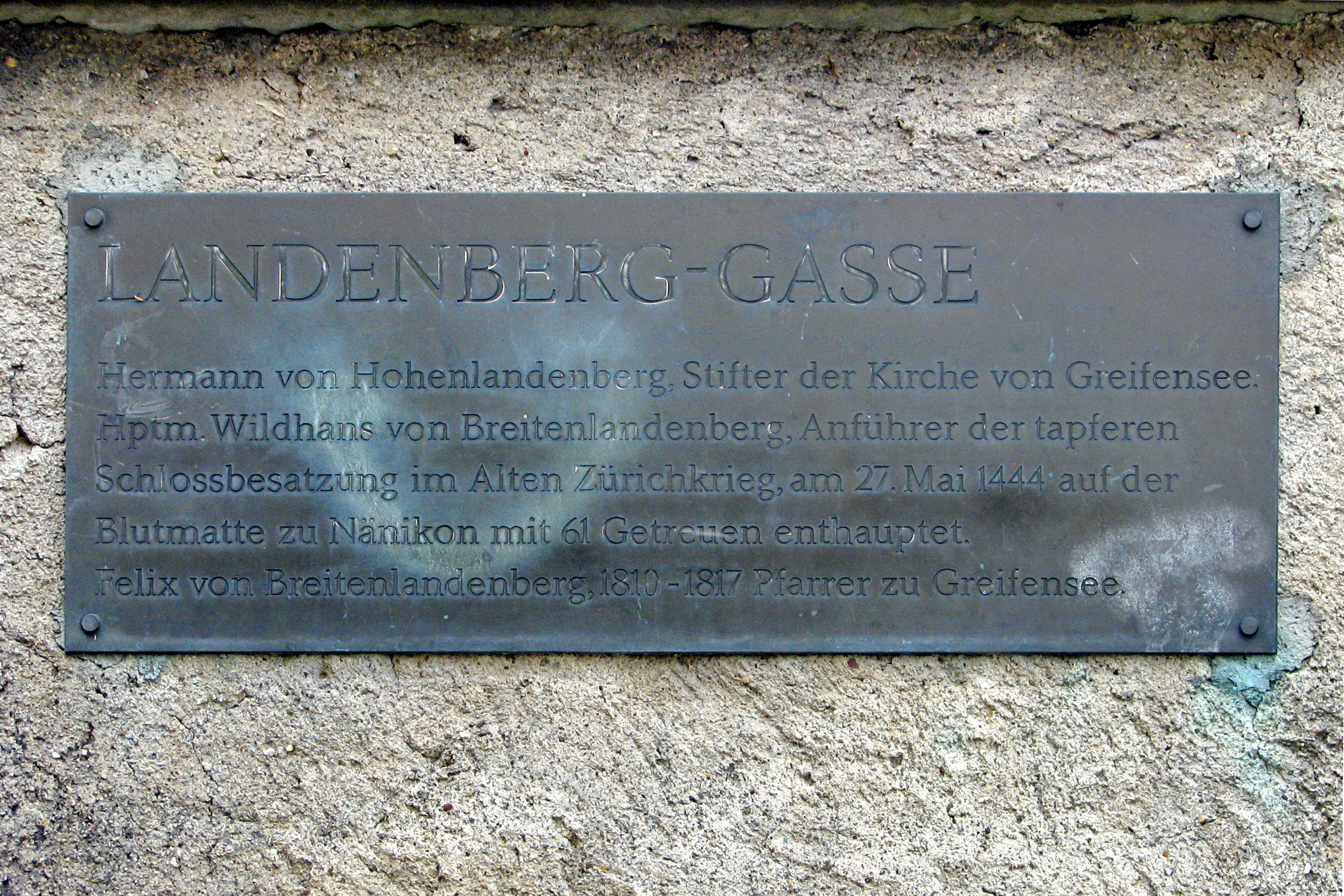
Landenberg-Gasse und Gedenkplatte

Die Herren von Landenberg sind ein mittelalterliches Adelsgeschlecht mit Stammsitz auf Burg Alt-Landenberg im Schweizer Kanton Zürich und seit dem späteren 13. Jahrhundert mit Nebensitzen auf Burg Breitenlandenberg, Burg Hohenlandenberg, auf Schloss Greifensee und in Rapperswil. Als letzter männlicher Vertreter der Familien in der Schweiz starb 1885 Hartmann Friedrich von Breitenlandenberg; in der Bundesrepublik Deutschland leben noch heute Angehörige des Geschlechts.
Die Landenberger spielten eine wichtige Rolle in der Geschichte des Kantons Zürich sowie von Teilen der heutigen Kantone Thurgau, St. Gallen und Schaffhausen im 14. und 15. Jahrhundert. Mit der Erstarkung der Eidgenossenschaft verloren sie viele ihrer angestammten Besitztümer, konnten aber im Thurgau und am Bodensee einigen Einfluss bewahren. Sie stellten in dieser Zeit auch zwei Bischöfe von Konstanz, Hermann von Breitenlandenberg (1466–1474) und Hugo von Hohenlandenberg (1496–1529).
Nach der Reformation erwarben einige Landenberger Besitz im Elsass und in Südbaden, aber mit der Landenbergischen Fehde verloren sie bereits 1542 wieder die 1526 erworbene Herrschaft Schramberg. In der Schweiz erhielten sie bis 1551 die Herrschaft Altenklingen sowie bis zum Franzoseneinfall 1798 einzelne Schlösser und regionale Gerichtsbarkeiten. Im Elsass verloren die Landenberger ihre verbleibenden Besitztümer in der Französischen Revolution.

## Herkunft und frühe Geschichte
Die frühere historische Forschung (Hans Kläui) vermutete eine Abstammung der Landenberger von den zwischen 1177 und 1193 belegten Meier von Turbenthal zurückführen. Vor 1300 allerdings kaum genealogische Daten fassbar. Leonhard (2007) spricht von einem «über den gemeinsamen Besitz bzw. die Funktion innerhalb des sankt-gallischen Hofverbands von Turbenthal gebildeten Adelsverband».
Roger Sablonier  vermutete weiter einen Zusammenhang mit den von Bichelsee oder den Ministerialen von Liebenberg.
Der erste bekannte Träger des Namens, Beringer, ist 1209 erwähnt. Der Name Landenberg ist der des Stammsitzes des Geschlechts, die Burg (Alt-)Landenberg (die Bezeichnung Alt-Landenberg taucht erstmals 1298 auf, zur Zeit der Gründung der Landenberger Nebenburgen Hohenlandenberg und Breitenlandenberg).
Der Name der Burg selbst ist vermutlich herzuleiten von einem althochdeutschen Personennamen Lando, Kurzform eines Namens mit Vorderglied Land-, wie etwa  Landwalt/Landolt oder Landbert.
Zur Burg Landenberg in Sarnen, Obwalden, ist kein Bezug nachweisbar.
Urkundlich belegt sind die Landenberger seit 1229 als Gefolgsleute der Rapperswiler (Herrschaft Rapperswil): In einer Schenkungsurkunde an das Kloster Rüti werden cives de Rathprehtswiler («Bürger von Rapperswil») als Zeugen genannt, darunter ein Ulrich von Landenberg.
Im späteren 13. Jahrhundert breitet sich der Landenberger Besitz rasch aus, u. a. durch geschickte Heiratspolitik mit kleinen Adelsgeschlechtern in der Region.
Hermann II. von Landenberg war bis 1306 Marschall von Herzog Albrecht von Habsburg. Nach 1300 erwarb er die Herrschaft Greifensee.
Von dieser Zeit an teilen sich die Landenberger in die Nebenzweige Landenberg-Greifensee, Breitenlandenberg und Hohenlandenberg (neben der nur noch kurzfristig weiterbestehenden Hauptlinie Alt-Landenberg).
Nach dem Aussterben der Hauptlinie Alt-Landenberg 1315 (Tod von Rudolf von (Alt-)Landenberg und seinem Sohn Pantaleon bei Morgarten)
setzte sich Landenberg-Greifensee als neue Hauptlinie fest, unter Hermann IV. (starb 1361, vermutlich ein Sohn von Hermann II.).
Die Burg Alt-Landenberg fiel an das Kloster St. Gallen zurück (gelangte später im 14. Jahrhundert allerdings wieder in den Besitz der Linie Breitenlandenberg).

## Die Landenberger und Rätien
Vor seinem Tod am 5. September 1349 schenkte Johann von Rietberg (Domleschg) seinen Oehen Hermann und Beringer von Landenberg seine eigene Feste Rietberg und die Feste Hochjuvalt, welche vor 1337 von Eglolf I. von Juvalt den Herren von Rietberg verkauft oder verpfändet wurde (BUB V Nr 2914). Im Jahr 1352 verkauften «Hermann und Beringer Ritter von Landenberg von Griffense und Pfaf Herrmann von Landenberg von Griffense Gebrüder, herrn Hermanns von Landenberg von Griffense des eltern ritters sune» beide Festen dem Fürstbischof Ulrich von Chur für 3500 Gulden. Syfrid Thumb von Neuburg (ein Sohn des Friedrichs II. und der Gräfin Sophia von Montfort) war mit einer Schwester von Beringer IV. von Landenberg von Griffense (–1346–1349–) verheiratet.

## Geschichte der Landenberger im Spätmittelalter

### Herrschaftsgebiet
Der Zweig der Breitenlandenberger wurde im 15. Jahrhundert zu einem führenden Geschlecht im Raum Zürich, die Breitenlandenberger kamen auch in den Besitz von Schloss Altenklingen. Die Hohenlandenberger besassen bis 1434 die Herrschaft Andelfingen.
Burgen der verschiedenen Seitenlinien der Landenberger waren u. a. bei Bauma Alt-Landenberg, Hohenlandenberg bei Wila und Breitenlandenberg, Stammburg der Breitenlandenberger in Turbenthal, allesamt im heutigen Zürcher Oberländer Tösstal, sowie unweit von Turbenthal die Burg Alt-Bichelsee.
Die Herrschaft Greifensee it Burg und Städtchen Greifensee samt See und dazugehörigen Gütern im Zürcher Oberland. Zeitweise gehörten zu den weiteren Besitzungen u. a. die Burg Altburg – Stammburg der Freiherren von Regensberg – sowie eine grössere Zahl, von anderen Adelsgeschlechtern erworbene Güter in der Umgebung von Dällikon, in der Herrschaft Grüningen, in Winterthur und einige mehr.
Bereits im 14. Jahrhundert gerieten die Landenberger durch ihre einseitige Ausrichtung auf die Habsburger, die ihre Gebietsansprüche gegen die erstarkende Eidgenossenschaft nur begrenzt durchsetzen konnte, in wirtschaftliche Bedrängnis. Nach dem Tod von Hermann IV. 1361 mussten seine Söhne Teile seiner Besitze verkaufen, darunter die Herrschaften Greifensee und Regensdorf. Diese Krise wurde dadurch überwunden, dass sich die Landenberger neu nach Zürich ausrichteten. Die Linien Hohenlandenberg und Breitenlandenberg konnten so im 15. Jahrhundert einerseits vom Aufstieg der Stadt Zürich profitieren, andererseits mussten sie den Schwerpunkt ihrer Besitztümer nach Osten verlagern, im Gebiet des heutigen Kanton Thurgau und am Bodensee.
Die Herren von Landenberg waren durch die Heirat zwischen Hans von Landenberg († 1540) und Blancheflor von Rechberg mit den Herren von Rechberg verschwägert. Nach gescheiterten Verhandlungen mit anderen Interessenten ging die Herrschaft Schramberg 1526 an einen Hans von Landenberg, möglicherweise derselbe, der sich 1476 bei der Schlacht bei Grandson ausgezeichnet hatte und zum Ritter geschlagen wurde, die Herrschaft Schramberg.

### Landenberg-Greifensee
Mehrfach urkundlich belegt ist, dass das Geschlecht der Landenberger grossen Einfluss in der Herrschaft Greifensee und weit darüber hinaus hatte: Am 7. Januar 1300 verpfändete Gräfin Elisabeth von Rapperswil die damalige Burg, das Städtli, den Greifensee und weitere Güter an Ritter Hermann II. von Landenberg. Der neue Besitzer nannte sich fortan von Landenberg-Greifensee und erlebte in den Diensten von König Albrecht I. als Secretarius (Verwaltungssekretär) und Marschall einen bemerkenswerten gesellschaftlichen und politischen Aufstieg. Urkundlich erwähnt wird sein Name in Herzog Albrechts Diensten gegen die Güssinger Grafen im Zuge der Güssinger Fehde um 1281. Er diente als treuer Gefolgsmann von Habsburg-Österreich meist ausserhalb seiner Heimat und verstarb 1306 in Böhmen.
Um 1330 bis 1340 liess sein Sohn, Hermann von Landenberg IV. (oder III.), der jüngere Marschall, die Befestigung von Burg und Städtchen Greifensee errichten und stiftete die Gallus-Kapelle. Eine Agnes heiratete – wohl um 1375 – den Johann IV. von Habsburg zu Laufenburg, den letzten der Laufenburger Linie.
1369 verkauften die Landenberger die Herrschaft Greifensee aus Geldnot an die Toggenburger, die es wiederum 1402 an Zürich verpfändeten. Das als Landenberghaus bekannte Gemeindezentrum von Greifensee, das um 1250 vermutlich für die Burgherrschaft erbaut wurde, erinnert auch heute noch an diese Epoche.
1424 wurde die Grafschaft Kyburg stückweise an die Stadt Zürich verpfändet. Die Herrschaft Wülflingen wurde von Ulrich von Landenberg-Greifensee, dem Schwiegersohn von Hartmann von Sehaim, übernommen.
Die Nachkommen des Zweigs Landenberg-Greifensee bewohnten die Burg Sonnenberg in Stettfurt, nach 1483 in Herblingen.

### Breitenlandenberg
Die bekanntesten Vertreter der Landenberger im Zürichgau waren wohl drei Söhne des Ministerialen Junker Hermann IV. (oder V.) – Schöch von Breitenlandenberg genannt – und der Ursula Truchsess von Diessenhofen.
Wildhans von Breitenlandenberg (* um 1410 in Turbenthal, † 28. Mai 1444 in Nänikon) wurde zusammen mit 61 überlebenden Verteidigern nach der Belagerung von Greifensee (Alter Zürichkrieg) von den Innerschweizern Belagerern im sogenannten Mord von Greifensee hingerichtet.
Hermann III. von Breitenlandenberg (* 1410, † 1474) war von 1466 bis 1474 Bischof von Konstanz (die Zählung III. bezieht sich auf das Bischofsamt, er war der dritte Bischof von Konstanz dieses Namens), zudem ein wichtiger Vermittler zwischen der Alten Eidgenossenschaft und Habsburg – er starb kurz vor Abschluss der von ihm mitbeeinflussten «Ewigen Richtung».
Kaspar von Breitenlandenberg († 1463) war seit 1442 Abt der Fürstabtei St. Gallen. Er galt als sehr gebildeter Mann und war unter dem Adel hoch angesehen. So wurde er zu einem Präsidenten des Provinzkapitels des Benediktinerordens in Mainz und Bamberg. Die Stadt St. Gallen, deren Lehnsherr er war, verweigerte ihm jedoch die Huldigung. Kaiser Friedrich III., die Eidgenossen und verschiedene Adlige wurden im darauffolgenden langwierigen Streit um die Unabhängigkeitsrechte der Stadt abwechselnd von beiden Parteien angerufen. Am 17. August des Jahres 1451 schloss der Abt ein ewiges Landrecht mit den eidgenössischen Städten Zürich, Luzern, Schwyz und Glarus. Der Rechtsstreit wurde jedoch erst 1457 durch Vermittlung von Bern beigelegt. Im November 1457 wurde dem Abt die Verwaltung des Klosters definitiv entzogen, die Finanzverwaltung hatte schon seit längerer Zeit sein späterer Nachfolger Ulrich Rösch inne.
Ein weiterer Sohn des Hermann IV. war Johann Rudolf von Breitenlandenberg († um 1460), verheiratet mit Agathe Muntprat. Deren Sohn Frischhans von Breitenlandenberg († 1516) war 1476 einer der Anführer der Eidgenossen in der Schlacht bei Grandson.
Frischhans war 1468 mit der Burg Breitenlandenberg belehnt, 1489 kaufte er dazu noch die Burg Liebenberg.
Nach dem Tod des Frischhans wurde die Burg Breitenlandenberg bis 1558 von Vögten verwaltet. 

### Hohenlandenberg
Im Besitz der Hohenlandenberg waren zeitweise die Herrschaft Wellenberg mit dem Schloss Wellenberg und die Herrschaft Sonnenberg mit dem Schloss Sonnenberg. Sie besaßen auch das Schloss Frauenfeld.
Der Zweig Hohenlandenberg zog 1385 auf die Burg Wellenberg (Felben-Wellhausen), ab 1463 auf die Neuburg am Bodensee (Mammern), und nach 1522 weiter ins Breisgau und Elsass.
Hugo von Hohenlandenberg (1460–1532), Sohn des Hans Jakob von Hohenlandenberg und der Barbara von Hegi, ist der Vertreter dieser Linie auf dem Höhepunkt ihres Einflusses. Er erhielt durch päpstliche Provisionen Pfründen in Friesach (Kärnten), Chur, Basel, Trient, Erfurt und vor 1487 ein Kanonikat in Konstanz. 1496 wurde er Bischof von Konstanz.
Als sich Konstanz der Reformation zuneigte, verlegte er seine Residenz 1526 nach Meersburg.

## Niedergang nach der Reformation
Nach der Reformation verloren die Landenberger weitgehend ihre einflussreiche Stellung. Der Zweig Landenberg-Greifensee hatte die Herrschaft Greifensee bereits 1369 verloren und lebten auf der Burg Sonnenberg bei Stettfurt. Nach 1483 und bis zum Aussterben der Linie 1572 lebten sie in Herblingen.
Die Landenberger bewohnten in Rapperswil eine in ihrer heutigen Form als Stadtmuseum Rapperswil genutzte Burganlage, welche Ritter Hans von Landenberg um das Jahr 1492 anstelle des früheren Sitzes der Russinger erbaut hat. Die Landenberger amteten in Rapperswil bis 1530 als Schultheissen und Räte.
Die Landenbergische Fehde stürzte 1538 bis 1542 die landenbergische Herrschaft Schramberg in ein politisches und wirtschaftliches Chaos.
So blieb den Erben des Christoph von Landenberg (1540–1546), dessen Brüder Rudolf und Hermann (1546–1547), im Jahr 1547 nur noch der Verkauf der Herrschaft an Rochus Merz von Staffelfelden. Die Landenberger Hans und Christoph ließen sich in der Villinger Franziskanerkirche beisetzen, die als Grablege somit für den katholischen Glauben dieser Adelsfamilie im Zeitalter der Reformation steht.
Die Linie Hohenlandenberg hatte bereits vor der Reformation ihren Besitzschwerpunkt an den Bodensee verlegt und zog sich nach der Reformation ins Breisgau und Elsass zurück.
Ein Hugo Gerwig von Hohenlandenberg herrschte 1580–1588 über das sankt-gallische Lehen Ebringen im Breisgau, von dessen Sohn Hans Dietrich von Hohenlandenberg die Fürstabtei dann 1621 das Lehen zurückkaufte.
Ein Hugo Dietrich von Hohenlandenberg war von 1578 bis 1600 Landkomtur der Deutschordensballei Schwaben-Elsass-Burgund.
Die Elsässer Besitztümer der Linie Breitenlandenberg gingen in der Französischen Revolution verloren. Darauf siedelten diese Landenberger nach Südbaden. Die südbadische Linie sowie eine Linie an der Mosel, die bereits im späteren 17. Jahrhundert durch Heirat entstand, bestehen noch in der Gegenwart. Zudem fanden Hochzeiten von Töchtern der Linie der Breitenlandenberg statt, die vermögende, allerdings nicht adlige Unternehmer heirateten und dadurch Teile der Familiengüter erhalten konnten. Daraus entstandene Familien blieben entweder an der Mosel oder zogen nach Köln, da man sich von der Lage am Rhein logistische Vorteile versprach. Eines dieser Ehepaare gründete dort eine Tuchfabrik, die viele Jahre erfolgreich betrieben und erst durch eine Bürgschaft zugunsten eines Geschäftspartners wieder verloren wurde.
Innerhalb der Eidgenossenschaft konnten sich die von Breitenlandenberg am längsten behaupten. Nach der Eroberung des Thurgaus durch die Eidgenossen 1460 verloren sie zwar an Einfluss, hatten aber bis 1551 die Herrschaft Altenklingen bei Wigoltingen inne, und bis im 18. Jahrhundert behielten sie die Schlösser Hardt und Salenstein am Untersee.
Die Breitenlandenberger Herren von Salenstein waren:
Hans Dietrich (1571–1620), Hartmann Friedrich (1617–1677),
Wolf Dietrich I. (1655–1733) und
Hartmann Friedrich (IV.).
Wolf Dietrich (II.) (1712–1796), ein jüngerer Bruder von Hartmann Friedrich (IV.), war Herr auf dem Hubberg. Sein Sohn, Hans Kaspar, blieb bis zu seinem Tod 1798 auf dem Hubberg. Sein einziger Sohn, Felix von Breitenlandenberg, wurde Pfarrer in Greifensee, Dynhard und Weisslingen.
Felix von Breitenlandenberg hatte drei Töchter, aber keinen Sohn, so dass mit seinem Tod 1838 dieser Stamm der Breitenlandenberger ausstarb.
Ebenfalls behielten die Breitenlandenberger die Kollaturrechte an den Kirchen Turbenthal, Wila, Weisslingen, Bäretswil und Pfäffikon in ihrem ehemaligen Kerngebiet, die sie erst in den 1830er bis 1840er Jahren an den Kanton Zürich abtraten.
Der letzte männliche Vertreter der Landenberger in der Schweiz war Hartmann Friedrich von Breitenlandenberg zu Gottlieben (1802–1885).
Dieser Hartmann Friedrich war wegen Trunksucht und leichtsinnigen Lebenswandels obrigkeitlich bevormundet.
Nach dem Tod seines Vaters 1846 ging die Vormundschaft an die Munizipalgemeinde
Wäldi über. Später übernahm sein Vetter, Friedrich Ammann, die Vormundschaft, und nach dessen Tod 1873 sein Sohn Theodor. Hartmann Friedrich starb 1885 ohne Nachkommen.

## Wappen

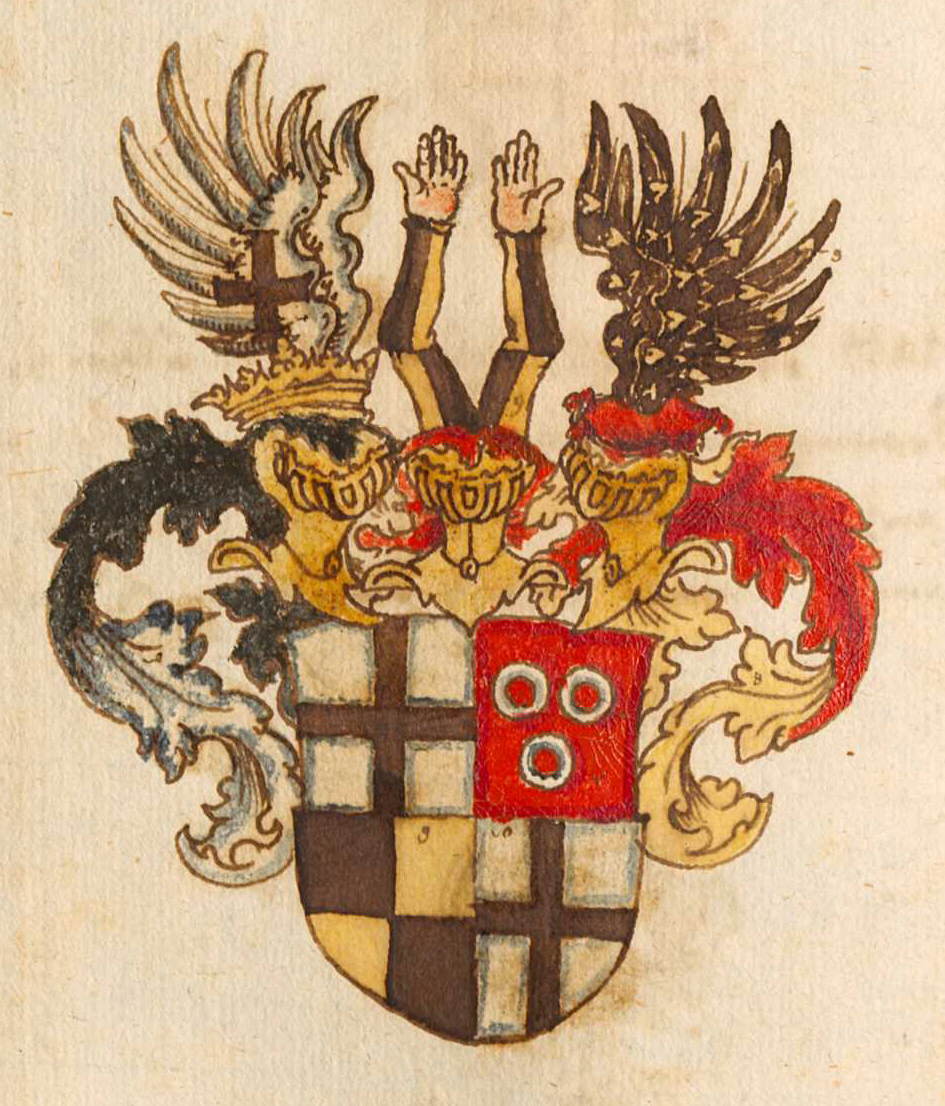
Das Wappen von Hugo Dietrich von Hohenlandenberg, Landkomtur der Deutschordensballei Schwaben-Elsass-Burgund (1594) zeigt die beiden Landenberger Wappen geviertet mit dem Wappen Deutschritterordens.

Das älteste Wappen der Landenberger zeigte drei weisse Kugeln auf rotem Feld.
Die Linie Breitenlandenberg führte dann ab dem späten 13. Jahrhundert die drei weissen Ringe, erhalten in der Zürcher Wappenrolle mit einem Hut und einer weissen Kugel als Helmzier.
Hohenlandenberg führte einen gevierteten Schild, mit den Landenberger Ringen in zwei Quartieren, und dem Wappen von Greifensee, einem schwarz und gelb gevierteten Schild, in den anderen beiden Quartieren. Diese frühe Aufnahme eines Herrschaftswappens in den Familienschild ist für niederen Adel ungewöhnlich.
Teilweise führten die Hohenlandenberger aber auch nur das Wappen von Greifensee, also einen in schwarz und gelb gevierteten Schild.
Einzelne Hohenlandenberger in der Renaissance führten die Landenberger Ringe und das Wappen von Greifensee geviertet mit weiteren Wappen, so Hugo von Hohenlandenberg, der Bischof von Konstanz von 1496 bis 1529/31, mit dem Wappen des Bistums Konstanz.
Das Wappen der Breitenlandenberger wurde 1926 als Gemeindewappen von Wila übernommen. Das schwarz-gelbe Wappen von Landenberg-Greifensee bildet die Grundlage des Gemeindewappens von Wetzikon (1927), während die Gemeinde Greifensee das im späten 15. Jahrhundert aufgekommene redende Wappen der Herrschaft Greifensee führt (Gemeindewappen seit 1930).

## Bekannte Namensträger
- Hermann III. von Breitenlandenberg (1410–1474), Fürstbischof von Konstanz
- Wildhans von Breitenlandenberg (* um 1410; † 28. Mai 1444), Verteidiger von Greifensee im Alten Zürichkrieg
- Kaspar von Breitenlandenberg (vor 1439–1463), Fürstabt von St. Gallen
- Hugo von Hohenlandenberg (1457–1532), Fürstbischof von Konstanz
- Maria von Hohenlandenberg (1542–1567), Fürstäbtissin von Gutenzell
- Sibilla von Breitenlandenberg (1575–1609), Äbtissin von Edelstetten
- Barbara von Breiten-Landenberg (1578–1614), Fürstäbtissin von Lindau
- Maria Salome von Breitenlandenberg (1657–1715), 1684–1715 Äbtissin des Klosters Frauenalb
- Marie-Béatrice-Eusébie Freiin von Breiten-Landenberg (* 10. Mai 1697; † 7. Oktober 1774), Fürstäbtissin von Andlau
- Hermann Eusebius Freiherr von Breiten-Landenberg (* 8. Dezember 1753; † 20. Dezember 1821), Deputierter des Adels bei den Generalständen 1789 und Deputierter der verfassungsgebenden Nationalversammlung Frankreichs[17]
- Tobias Franz von Breiten-Landenberg (* 1603; † nach 1665), kaiserlicher Gesandter[18]
- Johann Heinrich Karl Freiherr von Breiten-Landenberg (* 29. Dezember 1741; † 24. August 1812), Kurfstl.-trierischer Kammerherr und Obrist der Leibgarde zu Pferd, Amtmann zu Grimburg und Ritterrat beim Kanton Niederrhein der rheinischen Reichsritterschaft, Hofmarschall und Obriststallmeister des Kurfürsten von Trier